# دیوید ماندلی
دیوید ماندلی (انگلیسی: Davide Mandelli؛ زادهٔ ۲۸ ژوئن ۱۹۷۷) بازیکن فوتبال اهل ایتالیا است.
از باشگاه‌هایی که در آن بازی کرده‌است می‌توان به باشگاه فوتبال تورینو، باشگاه فوتبال کیه‌وو ورونا، باشگاه فوتبال روبور سیه‌نا، باشگاه فوتبال مونتسا، باشگاه فوتبال آ. ث. لومتزانه، و باشگاه فوتبال وارزه اشاره کرد.